# Муусс, Майк
Майк Муусс (англ. Mike Muuss; 16 октября 1958 — 20 ноября 2000) — американский учёный, автор утилиты ping.

## Биография

Майк Муусс работает над проектом танка XM-1 в BRL‑CAD на PDP-11/70

Окончил Университет Джонса Хопкинса. Работал на армию США в научно-исследовательской лаборатории в Абердинском испытательном полигоне в штате Мэриленд. Написал ряд программ и утилит (BRL-CAD, ping).
В 1993 году получил награду от ассоциации USENIX за участие в Группе исследования компьютерных систем в Калифорнийском университете в Беркли.
Погиб в автокатастрофе 20 ноября 2000 года.

## Память
Майк Муусс упоминается в книгах:
- The Cuckoo's Egg (ISBN 0-7434-1146-3)
- Cyberpunk: Outlaws and Hackers on the Computer Frontier (ISBN 0-684-81862-0)